# Сонни, Адольф Израилевич
Адо́льф Изра́илевич Со́нни (17 (4) января 1861, Лейпциг — 8 марта 1922, Киев) — российский филолог-классик, заслуженный ординарный профессор Императорского университета св. Владимира, доктор греческой словесности, действительный статский советник.

## Послужной список
Родился в семье лютеранского пастора. Высшее образование получил в Русской историко-филологической семинарии при Лейпцигском университете (открыта в 1878), в которой готовили учителей классических (древних) языков для российских гимназий (окончил в 1882). С июля 1882 начал педагогическую деятельность в Петербургской 5-й гимназии, преподавая древнегреческий и латинский языки. Затем, два года проведя в заграничной научной командировке, 6 июня 1887 защищает в Дерптском университете диссертацию «De Massiliensium rebus quaestiones [О массилийских спорных вещах]» (Дерпт, 1887) на степень магистра древнеклассической филологии.
С 1.07.1887 Сонни начал трудиться в Императорском университете св. Владимира в Киеве, читая лекции по кафедре классической филологии как приват-доцент (с вознаграждением 1200 руб. в год), и вскоре, 2 марта 1889, по Высочайшему повелению был назначен исполняющим обязанности экстраординарного профессора по той же кафедре. 20 мая 1897 в Санкт-Петербургском университете А. И. Сонни защищает докторскую диссертацию «Ad Dionem Chrisostomum analecta [К фрагментам Диона Хрисостома]» (Киев, 1897), которая, как и магистерская, была написана по-латыни, за что был удостоен степени доктора классической филологии. 26 июля1897 Высочайшим приказом по гражданскому ведомству (№ 61) назначается ординарным профессором Университета св. Владимира, 21 декабря 1898 утвержден в чине статского советника. В 1907 Сонни получает командировку за границу «с научной целью», в феврале 1909, после 25-летней выслуги лет по ведомству Министерства народного просвещения (в соответствии с Уставом российских университетов 1884 г.) был оставлен на должности ещё на 5 лет, в марте 1909 — делегат от Университета св. Владимира на Международном археологическом конгрессе в Каире. С 1 января 1911 «за отличия» утвержден в чине действительного статского советника. 1 июля 1912 министром народного просвещения утвержден в звании заслуженного ординарного профессора, в феврале 1914 назначена министерская пенсия за 30-летнюю выслугу лет в размере 3000 руб. в год.
Награждён орденами Св. Владимира 3-й ст (1914) и 4-й ст. (1908), Св. Анны 2-й (1904) и 3-й ст. (1896), Св. Станислава 2-й, 3-й и 4-й ст.(1891, 1900, 1917).
В течение многих лет А. И. Сонни был деканом историко-филологического факультета и профессором кафедры классической филологии Высших женских курсов в Киеве, читал курс истории древнегреческой литературы на историко-филологическом отделении Вечерних высших женских курсов Аделаиды Жекулиной (нынешняя школа № 138), возглавлял Киевского отделение Общества классической филологии и педагогики.
Супруга А. И. Сонни — Марта Александровна Фидлер (венчание: Преображенский собор в Выборге, 29.04.1891). Дети: Ада (1892), Евгений (1895), Нина (1900), Георгий (1902). Скончался в Киеве от сыпного тифа, похоронен на лютеранском участке Байкового кладбища в Киеве (могила не сохранилась).

## Научный вклад
Основным направлением научной деятельности Сонни было выяснение текстовых частностей (чтений и разночтений) в произведениях древнегреческих и древнеримских авторов. Эти частности в своё время позволили несколько уточнить и тем самым углубить предметное знание в сфере классической филологии, центры которой размещались преимущественно в университетах Германии и Италии. Нельзя сказать, что русские профессора-классики обогащали классическую филологию в этих странах: они обогащали мировую классическую филологую, которая без вклада русских ученых невообразима. Количество специалистов такого уровня, как А. И. Сонни, в России было немного (Московская школа классической филологии: Ф. Ф. Соколов, П. В. Никитин, С. А. Жебелёв и проч.).
Его магистерская и докторская диссертации, написанные и опубликованные по-латыни, — это кропотливо составленный перечень частных, но остроумных текстологических наблюдений (то ли над еретическими движениями массилийцев, то ли над речами Диона Христостома), которые в сумме позволяют издателям прояснить те или иные трудные места в издаваемых текстах (знаменитое берлинское Издательство Тейбнера — Bibliotheca Teubneriana — пользовалось услугами Сонни, издавая Диона, а это косвенно свидетельствует о качестве его исследований), комментировать их более осмысленно, чем прежде. В этом — научно-практическом — смысле его труды по классической филологии сохраняют актуальность.
Адольф Израилевич наиболее известен участием в переводе вместе с Ю. А. Кулаковским «Римской истории» (Res gestae) Аммиана Марцеллина (Киев, 1906—1908, переиздания: СПб.: Алетейя, 1994 и репринты). Однако не вполне корректно называть этот перевод, изданный в трех частях в Киеве, переводом «Кулаковского и Сонни»: Кулаковский переводил текст Аммиана самостоятельно, а Сонни лишь помогал в переводе первых шести книг (из восемнадцати), а потом лишь консультировал Кулаковского по некоторым темным вопросам. Сам Кулаковский обозначает степень участия Сонни в их совместных переродческих усилиях: «При издании первого выпуска я имел деятельного сотрудника в лице моего уважаемого коллеги проф. А. И. Сонни. Второй выпуск выходит в свет под одним лишь моим именем, так как текущие учебные занятия и другие работы на позволили моему товарищу найти время для участия в окончательной обработке сделанного мною перевода и приготовлении его к печати. Но в некоторых моих затруднениях и сомнениях А. И. охотно приходил мне на помощь, за что я приношу ему здесь мою искреннюю признательность» (Кулаковский Ю. Предисловие // Аммиан Марцеллин. История / Пер. с лат. Ю. Кулаковского. Киев, 1907. Ч. 2. С. IX).
Известный интерес сохраняют и работы Сонни, посвященные мифологическим («К вопросу о культе египетских божеств на северном побережье Чёрного моря») и этнографическим («Горе и доля в народной сказке») вопросам.

## Просветительская деятельность
В 1910 Сонни был одним из инициаторов организации в Киеве Археологического института: сохранилось приглашение, подписанное им как секретарем группы основателей этого учреждения, на имя академика В. С. Иконникова. В конце декабря 1911 Сонни вместе с Ю. А. Кулаковским и И. А. Лециусом был делегатом Первого Всероссийского съезда преподавателей древних языков в Санкт-Петербурге, но, в отличие от Лециуса и Кулаковского, на съезде не выступал. В 1912 состояние преподавания классических языков на историко-филологическом факультете Университета было таким: «По кафедре классической филологии преподавание было обеспечено штатным профессором А. И. Сонни (греческая словесность) и внештатным профессором Ю. А. Кулаковским и приват-доцентами: В. И. Петром и А. О. Поспишилем (римская словесность)…, и приват-доцентом В. П. Клингером (греческая словесность)». Именно такое состояние преподавания сохранялось к началу революционных событий 1918—1919, даже во время эвакуации Университета в Саратов во время войны (1915). Весной 1917 Сонни (вместе с Кулаковским, Т. Д. Флоринським и другими профессорами) принимает участие в работе экзаменационной комиссии историко-филологического факультета.
Учеником Сонни (и В. П. Клингера) был Яков Эммануилович Голосовкер (1890—1967), философ, переводчик с древних языков и писатель. Именно Сонни был тем профессором, который оказал значительное влияние на формирование мировоззрения Голосовкера-филолога, а после Великой Отечественной войны между Голосовкером и Клингером, который был профессором классической филологии Познанського университета, началась переписка. Как отмечает Н. В. Брагинская, опираясь на воспоминания Голосовкера, Сонни был филологом старой немецкой школы, который признавал факты, а не домыслы, серьёзным текстологом, писал преимущественно по-латыни; Клингер интересовался греческим фольклором, античными сказками, и этот интерес передал Голосовкеру.
Историк Г. В. Вернадский со слов М. И. Ростовцева, учившегося в Университете св. Владимира в 1888—1890 гг., писал, что Ростовцев, учителями которого по классической филологии были А. И. Сонни, И. А. Лециус и Ю. А. Кулаковский, характеризовал их как «приличных, но тусклых ученых». Принимая во внимание особенности характера М. И. Ростовцева и его временами невзвешенные оценки коллег по специальности (в частности, Кулаковского и его археологических исследований керченских катакомб), этот отклик можно оставить без внимания. В 1897 г. 27-летний Ростовцев в письме из Парижа С. А. Жебелеву писал о Сонни: «Был здесь на днях Сонни, попрыгал три дня, оставил след в моей комнате в виде своей [докторской] диссертации и уехал в Россию. Очень милый человек, но скучен немилосердно».
Другой ученик Сонни, Павел Петрович Блонский (1884—1941), известный в советское время педагог, а среди историков философии и как автор одной из наилучших монографий о неоплатонике Плотине — «Философия Плотина» (Киев, 1918), писал о Сонни: «Это был маленький, полный человек с большим басом. Внешне он производил скорее полукомическое впечатление. Но в нём жило сильное чувство поэзии, его семинар по римскому поэту Катуллу давал мне немалое наслаждение. Одно из уродств русской жизни в царской России — что такой знаток языка, литературы и поэзии, как А. И. Сонни, ничего почти после себя не оставил». Последний тезис следует опротестовать: научное наследие Сонни значительно.
Если другие русские филологи-классики были вместе с тем и археологами, и историками, А. И. Сонни был классическим кабинетным ученым и классическим университетским профессором добротной немецко-австрийской школы: преподавание, наука и семья. Кажется, ничто другое его не интересовало, «отдыхал» он не на археологических раскопках, отыскивая в земле неизвестные греческие и латинские надписи (как, скажем, Кулаковский), а на престижных курортах вместе с женой и детьми. Читал одни и те же лекционные курсы на протяжении тридцати лет, печатал в среднем по одной научной публикации в год: нормальный, размеренный ритм жизни профессора классической филологии, который лучше подвергал критике, нежели писал сам. Его рецензий cumgrano salіs намного больше, чем собственных сочинений. Но подвергал критике мастерски, эрудированно, с увлечением. Его глубокая эрудиция была израсходована не на науку, а на воспитание и критические публикации, которые едва ли может быть поставлено в заслугу Сонни как труженику науки.
Студенты высоко ценили Сонни-педагога. 1 февраля 1914 в Университете историко-филологический факультет чествовал А. И. Сонни по случаю 30-летия его преподавательской деятельности. На чествование собрались почти все профессора факультета с и. о. декана проф. Ю. А. Кулаковским во главе и студенты. Проф. Кулаковский приветствовал юбиляра от имени членов факультета, после чего участники семинария русской филологии, студенты и лица, оставленные при университете, поднесли юбиляру адрес следующего содержания:
«Глубокоуважаемый Адольф Израилевич! На Вашей юбилейной лекции мы, бывшие и настоящие слушатели Ваши, рады приветствовать Вас с днем 30-летия неутомимого служения филологической науке и проповеди принципов её среди учащейся молодежи. Мы не можем быть судьями Ваших ученых заслуг, но мы знаем, что работы Ваши никогда не прерываются, а иногда из области классической филологии переносятся в мир наших интересов, освещая генезис загадочных явлений старинной русской литературы. Вашим вдохновенным лекциям мы обязаны знакомством с крупнейшими явлениями греческой литературы, с которою древнерусская связана узами хотя и отдаленной преемственности. Под Вашим руководством мы усваивали принципы филологического метода в применении к истолкованию римских авторов, — за все это приносим Вам сердечную и искреннюю благодарность. В лице Вашем, глубокоуважаемый А[дольф] И[зраилевич], мы приветствуем также истинного гуманиста, верного последователя самодовлеющей науки, представителя подлинного благородного академизма, существовавшего в дни Вашей юности в университетах. Как гуманист, влюбленный в науку и в прекрасное, завещанное нам античностью, Вы всегда высоко несли знамя науки, не делая её орудием посторонних целей, — не старались из молодежи, шедшей к источникам знания, сделать слепую толпу, покорную модным лозунгам текущего политического момента.
Мы не вошли ещё в кипящую пучину житейской борьбы противоречивых эгоистических стремлений, но уже издали нам видно, как легко потонуть в грязном водовороте жизни; вот почему мы особенно ценим ту гордую независимость и благородство мысли, которое всегда чувствовали в Вас. Счастливые, что имели во время нашего пребывания в университете такого наставника, мы позволяем себе выразить пожелание, чтобы идущие за нами поколения студентов не лишены были Вашего руководства в той области, где дороже всего чувствуется значение истинного просветительского гуманизма и строгой научной филологической школы».
Научное творчество А. И. Сонни нуждается в специальном историко-филологическом исследовании.

## Опубликованные сочинения А. И. Сонни
- Miscellen: Vergil und Trogus // Rheinisches Museum fur Philologie / Herausgegeben von Otto Ribbeck und Fr. Buecheler. Frankfurt am Main, 1886. Bd XLI. S. 473—480.
- De Massiliensium rebus quaestiones: Dissertatio historica. Dorpat: Karow, 1887. 110 S. (рец.: Cauer Fr. Adolf Sonny, De Massiliensium rebus quaestiones: Dissertatio historica. Dorpat: Karow, 1887 // Berliner Philologische Wochenschrift / Herausgegeben von Chr. Belger und O. Seyffert. 1889. № 12. Bd IX. S. 380—382).
- Несколько заметок к Эсхилову «Агамемнону» // Журнал Министерства народного просвещения. 1887. Май. Отд. 2. С. 8-18.
- Александризм и его влияние на римскую литературу (Вступительная лекция, читанная в Университете св. Владимира 12 сентября 1887 г.) // Университетские известия. 1887. № 10. С. 1-12.
- Три греческие эпиграммы в схолии архиепископа Арефы // Филологическое обозрение. 1892. Т. II. Отд. 1. С. 45-48.
- Киевское отделение Общества классической филологии и педагогики // Филологическое обозрение. 1892. Т. II. — Отд. 1. С. 222—224 (конспект выступления на заседании Общества 7.11.1891 про Ovid. Fast. II 192).
- [Рец.] M. V. (sic!) Martialis epigrammata. М. В. Марциала эпиграммы в переводе и с объяснениями А. Фета. Т. I и II. Москва, 1891 г. (XXIII, 933 с.) // Филологическое обозрение. 1892. Т. II. Отд. 2. С. 189—202.
- О культе египетских божеств на северном побережье Чёрного моря (Реферат) // Чтения в Историческом обществе Нестора Летописца. Киев, 1892. Кн. 6. Отд. 1. С. 16-17.
- Отзыв о сочинении магистранта Г. Павлуцкого «Коринфский архитектурный орден» с 50-ю рис. в тексте и 8-ю фототип. табл., 196 с., Киев, 1891 // Университетские известия. 1893. № 4. С. 37-43.
- К Эсхилу (Agam. 1316—1329 W, 1447 W) // Филологическое обозрение. 1893. Т. IV. Отд. 1. С. 200—201.
- Несколько заметок к «Лягушкам» Аристофана (ст .19-20, 295, 302, 346, 404 sqq, 679 sqq, 914, 1001) // Филологическое обозрение. 1893. Т. IV. Отд. 2. С. 189—194.
- De duobus Agamemnonis Aeschyleae locis // Филологическое обозрение. 1893. Т. IV. Отд. 2. С. 199—202.
- Ad Strattidis (fr. 23 K.) // Филологическое обозрение. 1893. Т. V. Отд. 1. С. 35.
- К Аристофану (Ran. 302.833) // Филологическое обозрение. 1893. Т. V. Отд. 1. С. 35.
- Ad Herodam // Филологическое обозрение. 1893. Т. V. Отд. 1. С. 108—110.
- К вопросу о культе египетских божеств на северном побережье Чёрного моря // Филологическое обозрение. 1893. Т. V. Отд. 1. С. 53-55 (см. также отзыв: В. В. Латышев. По поводу заметки проф. А. И. Сонни // Там само. С. 140—142).
- Ad Aeschyli Agamemn (v 589 W = 562 K) // Филологическое обозрение. 1894. Т. VI. Отд. 1. С. 17-18.
- Extrema linea (Teren. Eun. 640) // Филологическое обозрение. 1894. Т. VI. Отд. 1. С. 68-71.
- De libelli [46] περὶ ἀρετῶν καὶ κακιῶν codice Mosquensi // Филологическое обозрение. 1894. Т. VII. Отд. 1. С. 97-102.
- [Рец.] I. M. Stowasser. Lateinisch-Deutsches Schulwцrterbuch. Wien, 1894 (XX, 1092 pp.) // Филологическое обозрение. 1894. Т. VII. Отд. 2. С. 219—227.
- Ad Herodam (I 78, IV 35 sqq) // Филологическое обозрение. 1895. Т. VIII. Отд. 1. С. 108—110.
- Corrigendum (Herodam IV 36) // Филологическое обозрение. 1895. Т. VIII. Отд. 1. С. 201.
- К Катуллу (64, 401) // Филологическое обозрение. 1895. Т. IX. Отд. 1. С. 26.
- О названии коринфского архитектурного ордена // Филологическое обозрение. 1895. Т. IX. Отд. 1. С. 40.
- К Катуллу (37, 10; 112) // Филологическое обозрение. 1895. Т. IX. Отд. 1. С. 165—168.
- [Рец.] J. Poppelreuter. De comoediae atticae primordiis particulare duac. Diss. inaug., Berolini, 1895, 95 p. // Филологическое обозрение. 1895. Т. IX. Отд. 2. С. 8-14.
- Ad Dionem Chrisostomum analecta (Scripsit Athaulfus Sonny) // Университетские известия. 1897. Январь. C. I—VI, 1-48; Февраль. С. 49-72; Март. С. 73-104; Апрель. С. 105—130; Май. С. 133—208; Июнь. С. 209—242, II (отдельный оттиск: Киев, 1897).
- К характеристике Диона Хрисостома // Филологическое обозрение. 1898. Т. XIV. Отд. 1. С. 13-36 («автореферат» докторской диссертации).
- Ad thesaurum proverbiorum Romanorum subindenda // Филологическое обозрение. 1899. Т. XVI. Отд. 1. С. 3-16, 133—146.
- [Рец.] U. Wilcken. Die griechischen Papirusurkunden. Berlin, P. Reimer, 1897 (60 стр.) // Филологическое обозрение. 1899. Т. XVI. Отд. 2. С. 11-16.
- [Рец.] K. Buecher. Arbeit und Rhythmus: Zweite stark vermehrt te Auflage. Leipzig, 1899 (VIII+412 стр.) // Филологическое обозрение. 1899. Т. XIX. Отд. 2. С. 46-50.
- [Рец.] Томас Мор. Утопия (De optimo rei publici [sic!] statu deque nova Insula Utopia Libri duo illustris viri Thomae Mori Regni, britanniarum cancellari) / Пер. с лат. А. Г. Генкеля при участии Н. А. Макшеевой, СПб, 1903 // Журнал Министерства народного просвещения. 1905. Апрель. Отд. крит. и библиогр. С. 379—393.
- Отзыв о сочинении магистра С. Д. Пападимитриу «Феодор Продром: Историко-литературное исследование», Одесса, 1905, представленное на соискание степени доктора греческой словесности // Университетские известия. 1906. № 8. С. 1-10 (в соавторстве с Ю. А. Кулаковским).
- Горе и доля в народной сказке // Университетские известия. 1906. № 10. С. 1-64 (статья перепечатана: Eranos: Сборник статей по литературе и истории в честь заслуженного профессора Императорского Университета св. Владимира Николая Павловича Дашкевича. Киев, 1906. С. 361—425).
- Иосиф Андреевич Лециус // Университетские известия. 1913. № 12. С. 206—207.
- Аристофан и аттический разговорный язык: По поводу книги Д. П. Шестакова «Опыт изучения народной речи в комедии Аристофана», Казань, 1913 // Журнал Министерства народного просвещения. 1916. Январь. Отд. классич. филол. С. 6-34; Февраль. С. 35-90 (есть отдельный оттиск).